# Olivia Hallinan
Olivia Hallinan (20 gennaio 1984) è un'attrice britannica famosa per aver recitato in Girls in Love.
È la sorella della più conosciuta Clemency, famosa per aver recitato nella sitcom "Uncle Dad". Olivia Hallinan si accostò alla recitazione all'età di 11 anni, quando iniziò a frequentare la scuola della madre, Maggie Taylors. Dopo aver frequentato la St Catherine's School di Twickenham e la Notting Hill & Ealing School di Ealing, la Hallinan proseguì gli studi di recitazione all'Università di Manchester.

## Carriera
Olivia Hallinan ha iniziato a recitare dall'età di sette anni, ed ha all'attivo oltre cento apparizioni. Ha avuto la sua prima parte da professionista nella produzione di "Robin Hood, Prince of Sherwood", lavorando accanto a Cilla Black. Successivamente ha recitato in molte altre produzioni, tra cui "The Bill", "Holby City", "My family" e "Tre fantastiche tredicenni" ("Girls in love").
Al termine del primo anno di università, la Hallinan ha recitato nella prima serie del programma "Sugar Rush", basato sul racconto di Julie Burchill. Il 9 giugno del 2007, è intervenuta alla Stonewall Gay Youth Conference sul tema dell'omosessualità femminile, in riferimento alla sua interpretazione del ruolo di una ragazza lesbica in Sugar Rush.
Nel 2006, al suo ultimo anno di università, Olivia Hallinan ha recitato con alcuni compagni di corso nella pièce "Wake me later", di Nicola Schofield. Successivamente, ha recitato il ruolo di Emma nell'episodio "Out of time" della serie "Torchwood", ha lavorato in "Trial and Retribution" e in una versione radiofonica del racconto L'Amante di Marguerite Duras, trasmesso dal 3 al 7 settembre 2007.
Attualmente sta recitando la parte dell'eroina Laura Timmins nella produzione BBC "Lark rise to Candleford", le cui riprese sono iniziate il 13 gennaio 2008.